# Sewerny (Komi)
Sewerny (russisch Се́верный; Komi Севернӧй, Sewernöj) ist eine Siedlung städtischen Typs in der Republik Komi in Russland mit 9023 Einwohnern (Stand 14. Oktober 2010).

## Geographie
Der Ort liegt gut 900 km Luftlinie nordöstlich der Republikhauptstadt Syktywkar im westlichen Vorland des Polarurals. Er befindet sich unweit des linken Ufers des rechten Ussa-Nebenflusses Workuta.
Sewerny gehört zum Stadtkreis Workuta und liegt etwa 12 km nördlich des Stadtzentrums.

## Geschichte
Der Ort entstand 1941/1942 bei einem Straflager des Gulag sowie als Bergarbeitersiedlung im nördlichen Teil Steinkohlenbergbaugebietes um Workuta, worauf sich auch der Name bezieht („Nördliche Siedlung“). Dort befanden sich die Bergwerke Nr. 5 und Nr. 7, später zusammengefasst zum gleichnamigen Bergwerk Schachta Sewernaja. 1954 erhielt Sewerny den Status einer Siedlung städtischen Typs. Infolge des teilweisen Niedergangs des Kohlebergbaus sank die Einwohnerzahl der von zweistöckigen Bauten der Stalinzeit sowie Plattenbauten der 1980er-Jahre dominierten Siedlung seit etwa 1990 um mehr als die Hälfte; der Trend hat sich – unter anderem durch Umsiedlung eines Teils der Einwohner der nahegelegenen, aufgegebenen Siedlungen Zementnosawodski und Ajatsch-Jaga nach Sewerny – mittlerweile verlangsamt, hält aber weiter an (Stand 2019).
Im 1969 gut zwei Kilometer südwestlich der Siedlung in Betrieb genommenen neuen Steinkohlenbergwerk Schachta Sewernaja („Nördliches Bergwerk“) – einem der größten des Gebietes mit einer Jahresproduktion von zuletzt knapp drei Millionen Tonnen – kam es ab dem Jahr 2000 zunächst zu drei Unfällen mit insgesamt 17 Toten. Nach zwei weiteren Methanexplosionen am 25. und 28. Februar 2016 mit zusammen 36 Toten wurde der Betrieb des Bergwerks eingestellt und die Schächte und Stollen geflutet, nach ursprünglichen Plänen zunächst vorübergehend für sieben Jahre. Das Heizkraftwerk Workutinskaja TEZ-2 am rechten Ufer der Workuta gegenüber der Siedlung ist weiterhin in Betrieb. 

### Bevölkerungsentwicklung
| Jahr | Einwohner |
| ---- | --------- |
| 1959 | 15.175    |
| 1970 | 15.289    |
| 1979 | 17.172    |
| 1989 | 20.428    |
| 2002 | 12.028    |
| 2010 | 9.023     |

Anmerkung: Volkszählungsdaten

## Verkehr
Sewerny ist per Straße mit Workuta und den umliegenden Siedlungen verbunden. Es besteht Stadtbusverkehr. An der Siedlung vorbei verläuft die in den 1940er-Jahren als Teil der Petschora-Eisenbahn errichtete Güterstrecke, die von Workuta in einem Bogen durch den westlichen Teil des Bergbaugebietes unter anderem mit der Siedlung Worgaschor verläuft. Die Station bei Sewerny heißt Ajatsch-Jaga.